# Valerie Brisco-Hooks
Valerie Brisco-Hooks, född 6 juli 1960 i Greenwood, Mississippi, är en amerikansk före detta friidrottare som tävlade under 1980-talet.
Brisco-Hooks blev vid Olympiska sommarspelen 1984 historisk då hon som första kvinna vann olympiskt guld på både 200 meter och 400 meter. Dessutom var hon med i det stafettlag som vann guld på 4 x 400 meter. 
Vid VM 1987 i Rom sprang hon tredje sträckan i det amerikanska stafettlaget på 4 x 400 meter som slutade trea, slaget av Östtyskland och Sovjetunionen. 
Hennes sista stora mästerskap var Olympiska sommarspelen 1988 i Seoul där hon blev fyra på 400 meter. Hon var även med i det amerikanska stafettlag som slutade tvåa på 4 x 400 meter, i ett lopp där både segrarna Sovjetunionen och USA slog det gamla "omöjliga" världsrekordet som Östtyskland hade.